# Ceylonese kruiplijster
De Ceylonese kruiplijster (Pomatorhinus melanurus) is een zangvogel uit de familie Timaliidae (timalia’s).

## Verspreiding en leefgebied
Deze soort is endemisch in Sri Lanka en telt twee ondersoorten:
- P. m. melanurus: natte laaglanden en heuvels van westelijk Sri Lanka.
- P. m. holdsworthi: droge laaglanden en heuvels van oostelijk Sri Lanka.

## Status
De grootte van de populatie is niet gekwantificeerd maar de soort wordt omschreven als algemeen. Op de Rode lijst van de IUCN heeft deze soort de status niet bedreigd.